# Kastráki (Phocide)
Pour les articles homonymes, voir Kastráki.
Kastráki (grec moderne : Καστράκι) est une localité située dans le dème de Doride, dans le district régional de Phocide, dans la périphérie de Grèce-Centrale, en Grèce.
Selon le recensement de 2021, elle compte 625 habitants.